# Urani(V) fluoride
Urani(V) fluoride, hay urani pentafluoride là một hợp chất vô cơ có công thức hóa học UF5. Đây là một chất rắn màu vàng nhạt. Hợp chất này khá quan trọng vì nó liên quan đến urani(VI) fluoride, được sử dụng rộng rãi để sản xuất nhiên liệu urani. Hai dạng tinh thể của UF5 là α- và β-UF5. 

## Tổng hợp và cấu trúc
UF5 điều chế nhờ phản ứng giữa urani(VI) fluoride với cacbon monoxit ở nhiệt độ cao.
2UF6 + CO → 2UF5 + COF2↑
Các tác nhân khử khác đã được kiểm tra. 
Dạng α là một polyme phối hợp tuyến tính bao gồm chuỗi các urani với trung tâm cấu trúc bát diện, trong đó một trong 5 anion fluoride tạo thành một cầu nối với nguyên tử uranium tiếp theo. Cấu trúc khá tương tự với hợp chất vanadi(V) fluoride. 
Ở dạng β, các trung tâm urani tạo thành một cấu trúc vuông. Dạng β dần dần chuyển đổi sang α ở 130 ℃. 

## Monome UF5
Theo lý thuyết, phân tử UF5 là một monomer do sự phân tích hình ảnh trên tia UV của urani(VI) fluoride. Cấu trúc của nó là dạng chóp tứ giác.

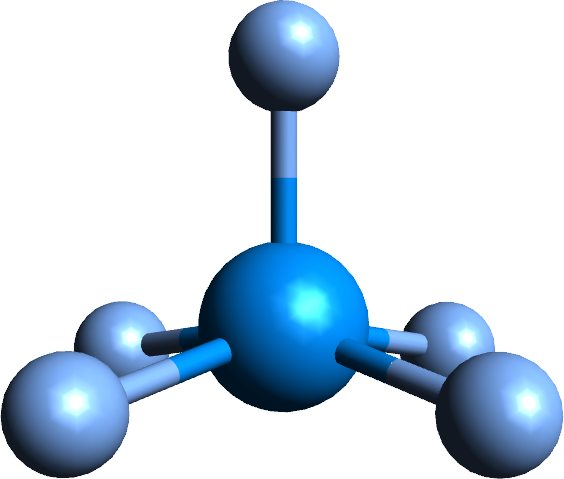
Cấu trúc phân tử của UF_{5}.